# Barba de maíz

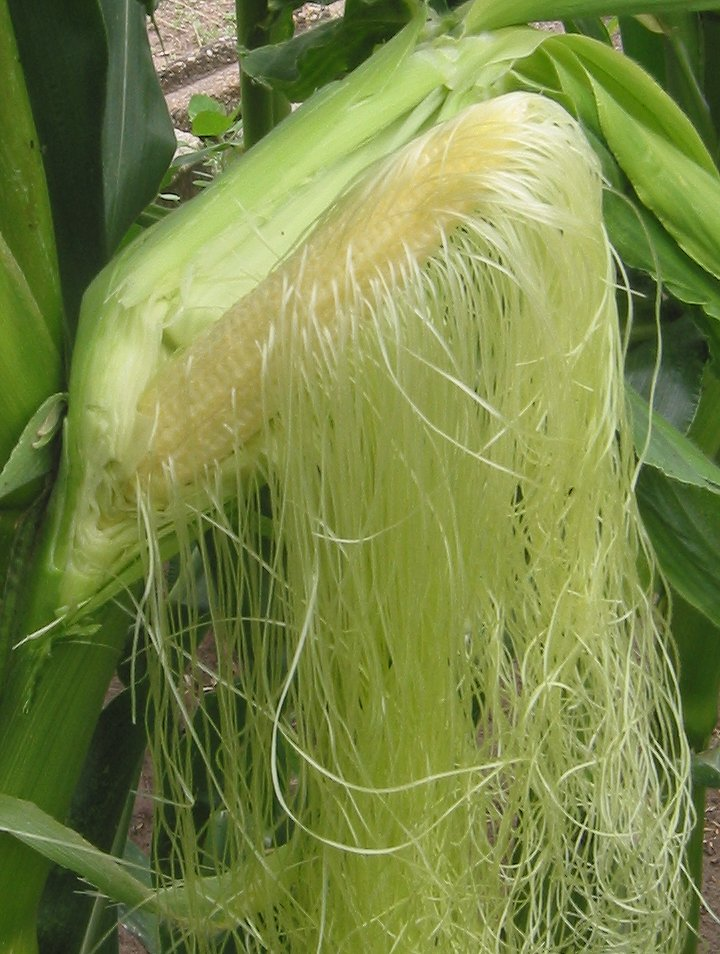
Flor femenina de maíz con jilote o barba.

La barba de maíz o jilote es el conjunto de estilos que surgen de una espiga o inflorescencia femenina del maíz (Zea mays L.). Tales estilos llegan a medir unos 20 cm y, cuando secos, se utilizan en medicina natural como diurético y para limpiar las vías urinarias.
La función de estos pelos, es la de transportar los granos de polen y así fertilizar los ovarios para producir cada fruto (grano). La barba de choclo presenta varios compuestos con actividad biológica que pueden modificar la función hepática y renal.

## Nombres comunes
En el Diccionario de americanismos se recogen los siguientes nombres comunes para México y Centroamérica: jilote, xilote, shilote o chilote (del náhuatl: xilotl ‘cabello’). El jilote entre los mexicas era de tanta importancia que tuvo incluso su propia diosa, Xilonen.
En Sudamérica es conocido como barba de choclo, pelo de choclo o pelo de elote.
El nombre científico de este producto es Stigma maydis, nombre que usan ciertos productos farmacéuticos hechos con él. 

## Farmacología
Los pueblos mesoamericanos aprovecharon todas las partes de la planta del maíz, no solo la mazorca. Desde la raíz y el tallo hasta la hoja (totomoxtle), toda sección del vegetal tenía su utilidad. El jilote es reconocido por sus propiedades medicinales. Es uno de los más potentes diuréticos conocidos, puesto que seda las vías urinarias y elimina oxalatos, fosfatos y uratos. Por ello está indicada para la litiasis urinaria (cálculos), cistitis y oliguria en enfermos cardíacos y en la nefritis en general. Es también un fluidificante biliar además de colagogo y colerético (favorece la expulsión de la bilis).
En experimentos con ratones de laboratorio, los extractos de barba de choclo redujeron significativamente la hiperglucemia en animales con diabetes inducida. Este efecto se debe al incremento en los niveles de insulina.
El pelo de choclo contiene compuestos bioactivos como flavonoides, ácido clorogénico y alantoína.
Es mucho más eficaz cuando se cosecha aún inmaduro. Si se recogen después, durante el despanojado, no se aprovechan todas sus propiedades.

### Modo de empleo
El herbólogo italiano Poletti (1979) recomienda los siguientes métodos de empleo:
- Infusión, un puñado de jilotes en agua hervida, tres o cuatro veces diarias.
- Cocimiento, hervir una cucharada de jilotes desmenuzados en 1 tza de agua. Tomar en dos veces antes de las comidas.
- Tintura, macerar por 10 días, 20 g de jilotes secos en 80 g de alcohol 60°. Luego tomar ¾ de cucharadita diarias, diluida en tisana o agua.
- Extracto, en farmacias, 3-10 g diarios.
- Jarabe, en farmacias, 25 g de extracto en 975 g de jarabe sencillo, tres o cuatro cucharadas diarias.